# Eslovaquia en los Juegos Olímpicos de Salt Lake City 2002
Eslovaquia estuvo representada en los Juegos Olímpicos de Salt Lake City 2002 por un total de 49 deportistas que compitieron en 10 deportes.  
El portador de la bandera en la ceremonia de apertura fue el jugador de hockey sobre hielo Róbert Petrovický. El equipo olímpico eslovaco no obtuvo ninguna medalla en estos Juegos.